# 羽生操
羽生 操（はぶ みさお、男性、1891年5月20日 - 1976年8月21日）は、日本の作家、翻訳家。

## 略歴
鹿児島県種子島出身。鹿児島第一中学校卒後、代用教員を務め、第七高等学校造士館に入るが病気で中退。
1918年上京し、雑誌記者、旧制高校教授などを務める。
1928 - 1939年西欧、東南アジアなど世界を回り、1940年より創作・翻訳に従事。

## 著書
- 『椰子・光・珊瑚礁』（桑文社） 1942
- 『苦斗一路』（桑文社） 1943
- 『南方の民族』（興風館） 1944
- 『マルコ・ポーロの冒険』（愛育社、少年少女読物） 1949
- 『太平洋のかけはし』（永井潔画、学習研究社） 1973

## 翻訳
- 『夫ドストエーフスキイの回想』（アンナ・グリゴーリエウナ・ドストエーフスカヤ、興風館） 1941
- 『嵐の中の子供』（ヴィクトル・ユーゴー原作、中村清太郎絵、藤巻書房） 1948
- 『門番の子ブレーズ』（セギュール夫人、須田寿絵、桐書房） 1948